# Dilici
Dilici (wł. Dilizze) – wieś w Słowenii, w gminie miejskiej Koper. 1 stycznia 2018 liczyła 15 mieszkańców.